# Norrbärke distrikt
Norrbärke distrikt är ett distrikt i Smedjebackens kommun och Dalarnas län. Distriktet ligger omkring Smedjebacken i södra Dalarna.

## Tidigare administrativ tillhörighet
Distriktet inrättades 2016 och utgörs av området Smedjebackens köping omfattade till 1971 och vari Norrbärke socken uppgick 1967.
Området motsvarar den omfattning Norrbärke församling hade vid årsskiftet 1999/2000.

## Tätorter och småorter
I Norrbärke distrikt finns fyra tätorter och tio småorter.

### Tätorter
- Gubbo
- Hagge
- Ludvika (del av)
- Smedjebacken

### Småorter
- Björsjö
- Gräsberg (del av)
- Halvars
- Jobsbo och Marieberg
- Lernbo
- Rånäsberget
- Silvhyttan
- Stora Snöån
- Torrbo
- Vikersvik